# Soelteria
Soelteria là một chi nhện trong họ Thomisidae.